# Waldhorn (Schladminger Tauern)
Das Waldhorn ist ein 2702 m ü. A. hoher, wuchtiger Berg am Alpenhauptkamm in den Schladminger Tauern an der Landesgrenze von Salzburg zur Steiermark. Auffallend ist vor allem der mächtige, etwa 1,5 km lange Nordgrat, der sowohl nach Osten als auch nach Westen in eine steile Felswand abfällt. Er trennt die beiden Kare von Klafferkessel und Lämmerkar im Westen vom Sonntagskar im Osten.

## Erschließung
Der einfachste Anstieg führt von der Preintalerhütte durch das Lämmerkar und über steile Schotterfelder aufwärts zum westlich des Gipfels gelegenen Waldhorntörl. Von da leitet ein Steig über den Westgrat in die Westflanke und erneut steil aufwärts zur Gratschneide, sodann ausgesetzt über eine Felsnase in die Südflanke, bis der Südgrat unmittelbar oberhalb seiner tiefsten Einkerbung erreicht wird. Die letzten Meter führen über den Südgrat zum Gipfel.
Eine Überschreitung zum südöstlich gelegenen Kieseck (2681 m), von wo man durch das Sonntagskar wieder zur Preintalerhütte zurückkehren kann, ist nur geübten Bergwanderern zu empfehlen.

## Ehemaliger Gletscher
Am Nordost- und Osthang des Waldhorns befand sich ein Kleingletscher, der Waldhorngletscher. Dieser entstand in der kleinen Eiszeit, in der Kältephasen um 1600 und 1850. Der Gletscher bildete sich, wie andere Kleingletscher in dieser Höhenlage, in hoch gelegenen, schattigen Lagen durch die Akkumulation von Lawinenschnee und erhöhten Niederschlägen infolge der Nordstaulage. Noch bis in die 1970er Jahre waren Eisreste vorhanden.
Die Eismassen führten zu gut erhaltenen Moränenbildungen, die heute als geomorphologische Relikte sichtbar sind. Besonders deutlich erkennbar sind zwei Stirnmoränen im Nordosten des Waldhorns, die dem Fernau-Stadium (ca. 1600) und dem Gletscherhochstand um 1840/50 zugeordnet werden. Die maximale Gletscherlänge betrug rund 350 Meter bei einer geschätzten Eisdicke von bis zu 30 Metern. Luftbildanalysen und historische Karten belegen den Rückzug des Gletschers seit dem 19. Jahrhundert. Noch bis in die 1970er Jahre kam es zu Eisbildungen und marginalen Gletschervorstößen. In den 1980er Jahren ist der Gletscher großteils abgetaut. Es sind noch Schneefelder, Eisreste und Moränen vorhanden, die auf die einstige Vergletscherung hinweisen.